# 裕德
裕德（1848年—1905年），字寿田，喜塔腊氏，满洲正白旗人，清朝官员，进士出身。

## 生平
光绪二年（1876年）恩科进士二甲，改庶吉士，授编修。累迁侍读。光绪八年（1882年），充咸安宫总裁，偕詹事府少詹事宝昌等人疏请整顿咸安宫官学等六事，下部议行。经过五次升转，官内阁学士，出督山东学政。光绪十六年（1890年），擢工部侍郎，调刑部。光绪二十年（1894年），授都察院左都御史，命偕侍郎廖寿恆前往四川按事。光绪二十四年（1898年），迁理藩院尚书，调兵部尚书。光绪二十八年（1902年），赴哲里木盟查办事件，借机上奏领荒招垦事宜，如其所议施行。光绪二十九年（1903年），协办大学士，授体仁阁大学士。次年充末科会试总裁。光绪三十一年（1905年），改东阁大学士。卒谥文慎。《清史稿》有傳。

## 家庭
- 始祖昂武都禮（又昻果都理巴顔）。“昻果都理巴顔，正白旗人，世居尼雅滿山地方，國初来歸”（据《八旗滿洲氏族通譜》卷43）。
- 太高组三等承恩公常安。胞兄诸部尚书、文华殿大学士文端公來保（与镶黄旗满洲、文淵閣大學士文定公高斌家族联姻）。
- 高祖三等承恩公和爾經額，總管內務府大臣，管理圓明園、清漪園、靜明園事務。
- 曾祖盛住；妻圖佳氏、瓜爾佳氏。胞姊喜塔臘氏封嘉庆帝之孝淑睿皇后。
- 祖父慶林，奉天府尹；妻瓜爾佳氏、爱新觉罗氏。胞兄達林，妻索綽絡氏（父内务府正白旗满洲、内务府郎中觀豫，祖父乾隆丁巳恩科進士觀保）。
- 父崇纶 (喜塔腊氏)，湖北巡抚、工部与吏部尚书。母康佳氏。
- 胞兄裕祿，直隶总督。
- 胞兄裕長，天津河間兵備道、奉天府府尹；妻費莫氏（父鑲紅旗滿洲、西安府同知文照，姑母費莫氏嫁二等侍衛博爾濟吉特氏多爾濟萬楚克（其女那遜蘭保嫁光緒三年（1877年）丁丑科进士镶白旗宗室盛昱），祖父寧志，祖母完顏金樨（著有《綠芸軒詩鈔》），祖伯父頭等侍衛寧怡）。其养子光緒壬辰科進士熙彥（生父裕祿）。
- 胞姊一喜塔腊氏，嫁同治壬戌科舉人、鴻臚寺卿宗室綿善；胞姊二喜塔腊氏，嫁正蓝旗洲赫舍里氏松齡，其父文勤公英桂。
- 原配妻覺羅氏；其父正蓝旗满洲觉罗榮慶，胞叔道光癸未二甲進士覺羅普慶（先祖索長阿），姑母覺羅氏嫁鑲黃旗滿洲、道光壬午科進士舒舒覺羅氏德山；胞兄覺羅同熙娶巴岳特氏（其胞姊巴約特氏嫁鑲白旗宗室、光緒癸未科進士綿文）。
- 继妻尚氏，其父镶蓝旗汉军、鑲白旗与正紅旗護軍統領尚昌懋，胞姊尚氏嫁正蓝旗满洲、廣州將軍、恪愍公西林覺羅氏孚琦，胞兄尚其源与正蓝旗汉军、光緒二年丙子（1876）恩科進士胡俊章家族联姻（裕德与胡俊章进士同年），胞兄尚其堯娶愛新覺羅氏（父鑲白旗宗室載鶴，祖父貝勒奕綸），堂兄光绪十八年（1892）进士尚其亨。
- 女一喜塔腊氏（母尚氏），嫁庆亲王奕劻的第二子載𢱿（載扶）。女二喜塔腊氏（母尚氏），嫁正蓝旗宗室毓年（父光緒六年（1880年）庚辰科进士溥良）。女三喜塔腊氏（母尚氏），嫁關醉蝉（父吏部尚書、總管內務府大臣瓜爾佳氏奎俊，祖父常志）。
- 子一熙明（母尚氏）；孙儿奚嘯伯（1910-1977），京劇老生，後四大鬚生之一，其妻張淑華；孙女奚稚梅，嫁满族画家關松房（原名枯雅爾氏恩棣，父正白旗滿洲、光绪二十年甲午科举人奎濂，祖父光緒丁丑進士訥欽）。
- 子二熙魁（母尚氏）；妻愛新覺羅氏（父光緒三年丁丑科二甲进士镶白旗宗室盛昱，母額爾德特氏）。

## 延伸阅读
[在维基数据编辑]
 《清史稿·卷440》，出自趙爾巽《清史稿》

## 外部連結
- 裕德 （页面存档备份，存于） 中研院史語所

| 官衔            | 官衔                                                                                   | 官衔        |
| --------------- | -------------------------------------------------------------------------------------- | ----------- |
| 前任： 宗室敬信 | 清朝兵部滿尚書 光緒二十六年八月甲申 - 光緒三十年四月癸亥 1900年9月18日 - 1904年5月29日 | 繼任： 長庚 |